# Lijst van Binnen-Hebriden

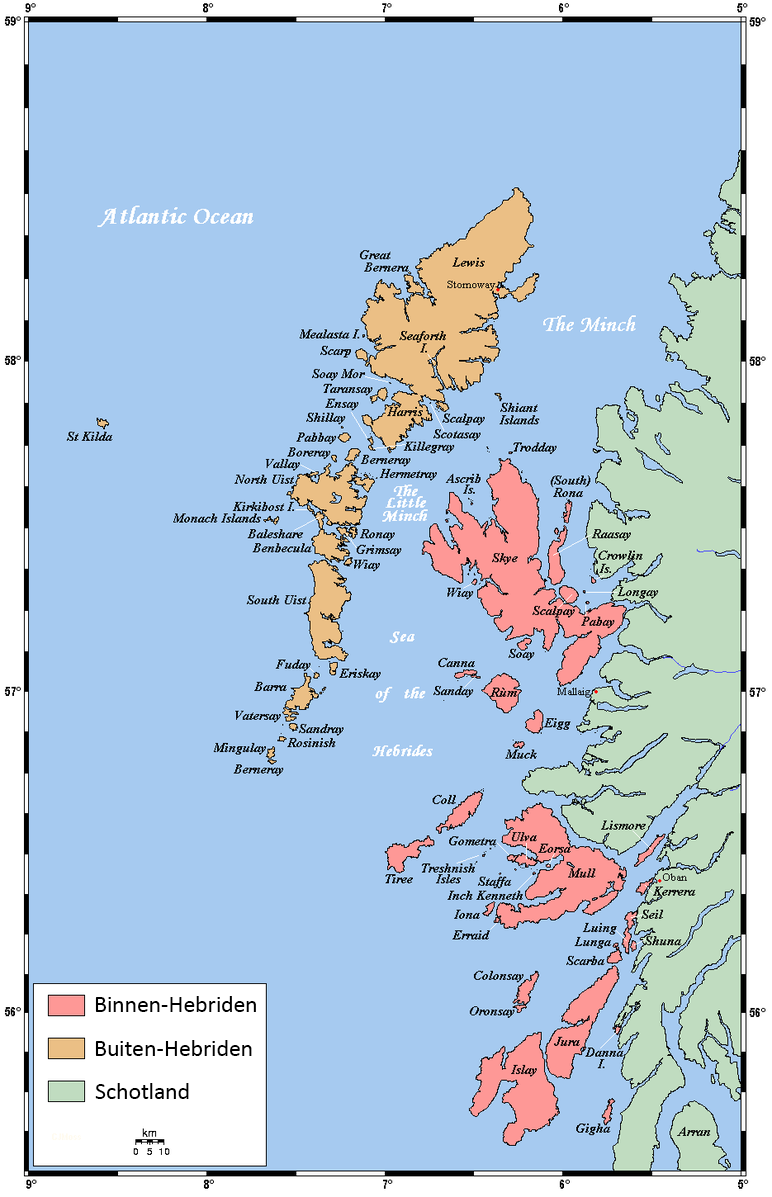
Binnen-Hebriden tussen Schotland en de Buiten-Hebriden

De lijst van Binnen-Hebriden somt een groot aantal eilanden en scheren op, ten westen van de kust van Schotland. De Binnen-Hebriden vormen samen met de Buiten-Hebriden de Hebriden. De eilanden Skye, Mull en Islay zijn van de Binnen-Hebriden het grootst. Er zijn 36 eilanden van de archipel bewoond.

## Etymologie
Verschillende Schots-Gaelische namen worden frequent gebruikt. Het achtervoegsel ay, aigh of aidh komt van het Noorse øy, wat "eiland" betekent. Eilean (meervoud: eileanan) betekent ook "eiland". Beag en mòr (ook wel bheag en mhòr) staan voor "klein" en "groot" en worden vaak gebruikt. Sgeir is "scheer" en verwijst vaak naar een rots of rotsen die zichtbaar liggen bij hoogtij. Dubh betekent "zwart", dearg "rood" en glas is "grijs" of "groen". Oronsay / Orasaigh is van het Noorse Örfirirsey, wat "getijdeneiland" betekent.

## Bewoonde eilanden

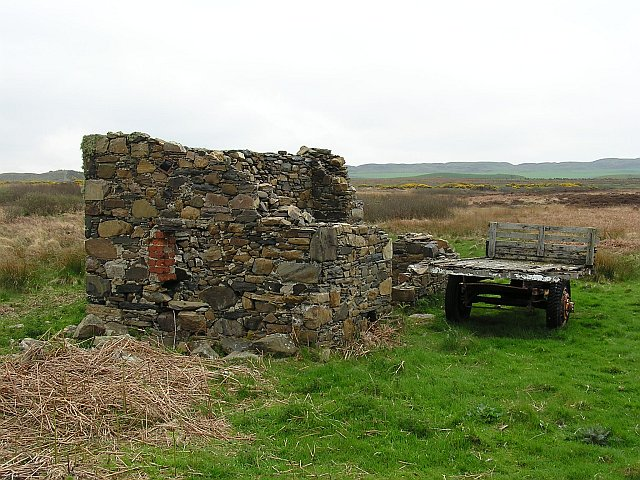
Verlaten boerderij op Islay

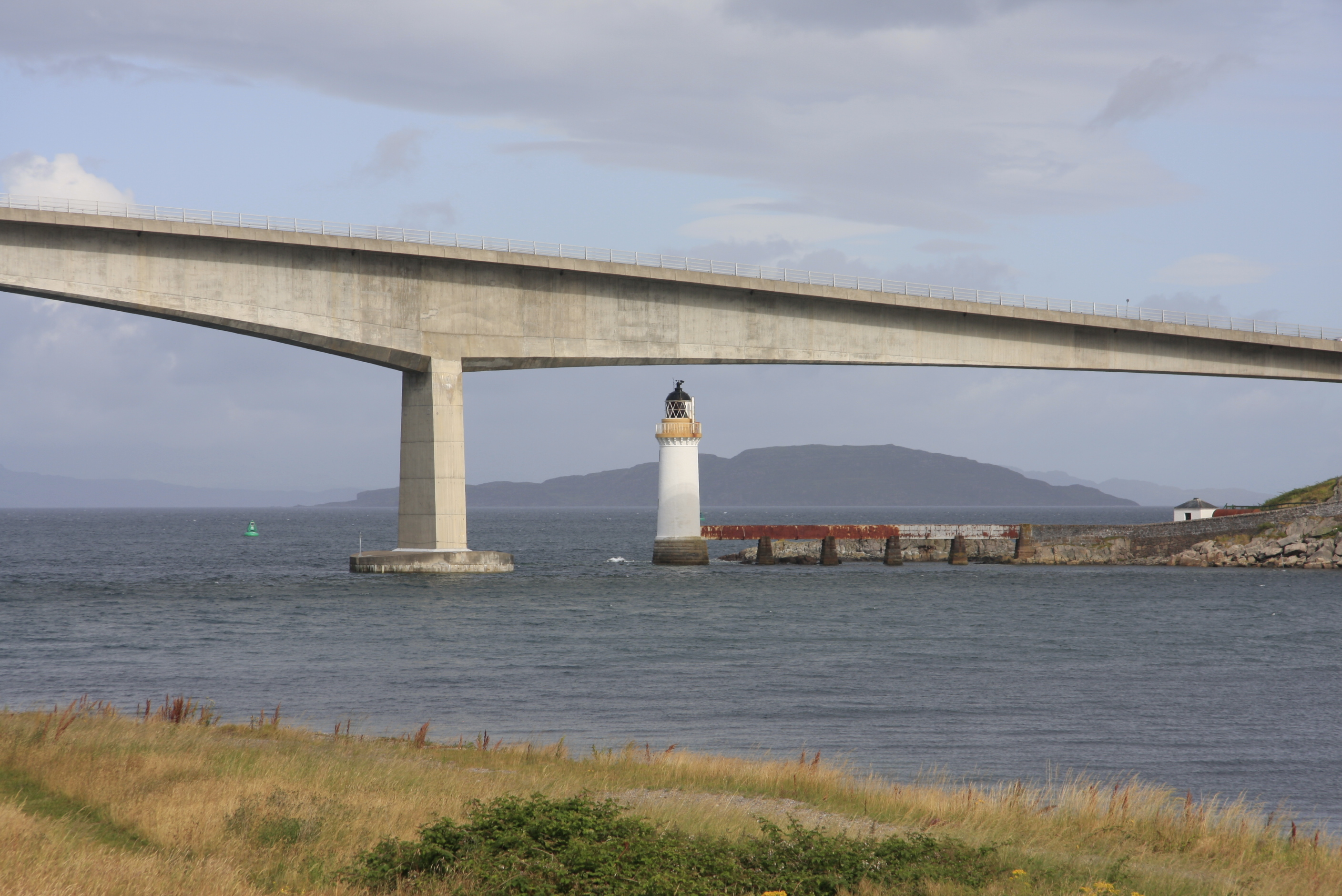
Skye Bridge

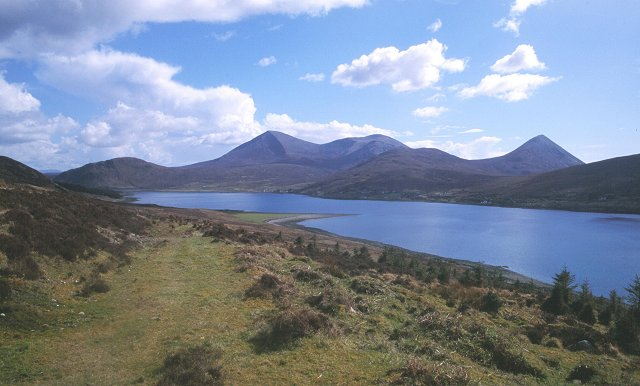
Uitzicht op Scalpay, kijkend richting Skye

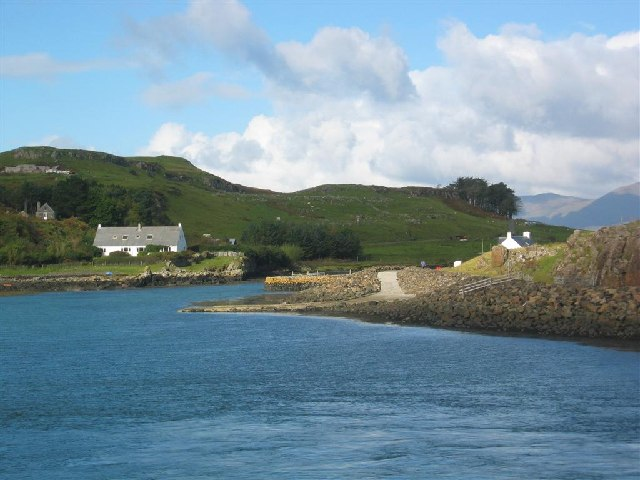
Port Mor op Muck

De bewoonde eilanden van de Binnen-Hebriden hadden een bevolkingsaantal van 18257 in 2001, en 18948 in 2011. De meeste eilanden hebben namen komende van het Schots-Gaelisch en het Oudnoors, wat het belang van deze twee culturen laat zien. Het aantal archeologische vondsten uit de tijd van de overheersing van de Noormannen ten tijde van de middeleeuwen, is echter klein.
Vier Binnen-Hebridische eilanden zijn verbonden door een weg; allemaal naar het vasteland. De Clachan Bridge van Argyll naar Seil is ontworpen door Thomas Telford en dateert uit 1792. Skye is verbonden met Kyle of Lochalsh door de Skye Bridge sinds 1995. Danna is ook verbonden met het schiereiland Tayvallich van Argyll door een stenen dam en het kleine Eilean Donan, bekend door het kasteel daar, heeft een verbinding gehad met het vasteland, misschien wel uit de 13e eeuw. De boogbrug die men vandaag de dag gebruikt is in begin 20e eeuw gebouwd.
| Eiland           | Schots-Gaelische naam   | Groep          | Oppervlakte (ha) | Inwonersaantal | Hoogste punt         | Hoogte (m)   |
| ---------------- | ----------------------- | -------------- | ---------------- | -------------- | -------------------- | ------------ |
| Canna            | Canaigh                 | Small Isles    | 1130             | 12             | Càrn a' Ghaill       | 210          |
| Coll             | Cola                    | Mull           | 7685             | 195            | Ben Hogh             | 104          |
| Colonsay         | Colbhasa                | Islay          | 4074             | 124            | Carnan Eoin          | 104          |
| Danna            | Danna                   | Islay          | 315              | 1              | Cruiadh Bharr        | 54           |
| Easdale          | Eilean Èisdeal          | Slate Islands  | 20               | 59             | –                    | 38           |
| Eigg             | Eige                    | Small Isles    | 3049             | 83             | An Sgurr             | 393          |
| Eilean Bàn       | An t-Eilean Bàn         | Skye           | 2.4              | 0              | –                    | ongeveer zes |
| Eilean dà Mhèinn | Eilean dà Mhèinn        | Knapdale       | 3                | 1              | –                    | 16           |
| Eilean Donan     | Eilean Donnain          | Loch Duich     | 1                | 0              | –                    | 3            |
| Eilean Shona     | Eilean Seona            | Loch Moidart   | 525              | 2              | Beinn a' Bhàillidh   | 265          |
| Eilean Tioram    | Eilean Tioram           | Loch Moidart   | 2                | 6              | –                    | 10           |
| Eriska           | Aoraisge                | Loch Linnhe    | 310              | 0?             | Ceann Garbh          | 47           |
| Erraid           | Eilean Earraid          | Mull           | 187              | 6              | Cnoc Mòr             | 75           |
| Gigha            | Giogha                  | Islay          | 1395             | 163            | Creag Bhàn           | 100          |
| Gometra          | Gòmastra                | Mull           | 425              | 2              | –                    | 155          |
| Isle of Ewe      | Eilean Iùbh             | North Highland | 309              | 7              | Creag Streap         | 72           |
| Iona             | Ì Chaluim Chille        | Mull           | 877              | 177            | Dùn Ì                | 101          |
| Islay            | Ìle                     | Islay          | 61956            | 3228           | Beinn Bheigeir       | 491          |
| Jura             | Diùra                   | Islay          | 36692            | 196            | Beinn an Òir         | 785          |
| Kerrera          | Cearrara                | Firth of Lorn  | 1214             | 34             | Carn Breugach        | 189          |
| Lismore          | Lios Mòr                | Firth of Lorn  | 2351             | 192            | Barr Mòr             | 127          |
| Luing            | Luinn                   | Slate Islands  | 1430             | 195            | Beinn Furachail      | 94           |
| Lunga            | Lunga                   | Slate Islands  | 254              | 0              | Bidean na h-Iolaire  | 98           |
| Muck             | Eilean nam Muc          | Small Isles    | 559              | 27             | Beinn Airein         | 137          |
| Mull             | Muile                   | Mull           | 87535            | 2800           | Ben More             | 966          |
| Oronsay          | Orasaigh                | Islay          | 543              | 8              | Beinn Orasaigh       | 93           |
| Raasay           | Ratharsair              | Skye           | 6231             | 161            | Dùn Caan             | 444          |
| Rona             | Rònaigh                 | Skye           | 930              | 3              | Meall Acairseidh     | 125          |
| Rùm              | Rùm                     | Small Isles    | 10463            | 22             | Askival              | 812          |
| Sanday           | Sandaigh                | Small Isles    | 184              | 9              | Tallabric            | 59           |
| Scalpay          | Sgalpaigh               | Skye           | 2483             | 4              | Mullach na Càrn      | 396          |
| Seil             | Saoil                   | Slate Islands  | 1329             | 551            | Meall Chaise         | 146          |
| Shuna            | Siuna                   | Slate Islands  | 451              | 3              | Druim na Dubh Ghlaic | 90           |
| Skye             | An t-Eilean Sgitheanach | Skye           | 165625           | 10008          | Sgurr Alasdair       | 993          |
| Soay             | Sòdhaigh                | Skye           | 1036             | 1              | Beinn Bhreac         | 141          |
| Tanera Mòr       | Tannara Mòr             | Summer Isles   | 310              | 4              | Meall Mòr            | 124          |
| Tiree            | Tiriodh                 | Mull           | 7834             | 653            | Ben Hynish           | 141          |
| Ulva             | Ulbha                   | Mull           | 1990             | 11             | Beinn Chreagach      | 313          |

Lunga in de Firth of Lorn had een bevolking van 7, Eilean Bàn een bevolking van 2 en Eilean Donan één enkele bewoner in 2001 maar geen van allen hadden een bewoner in 2011.

## Onbewoonde eilanden

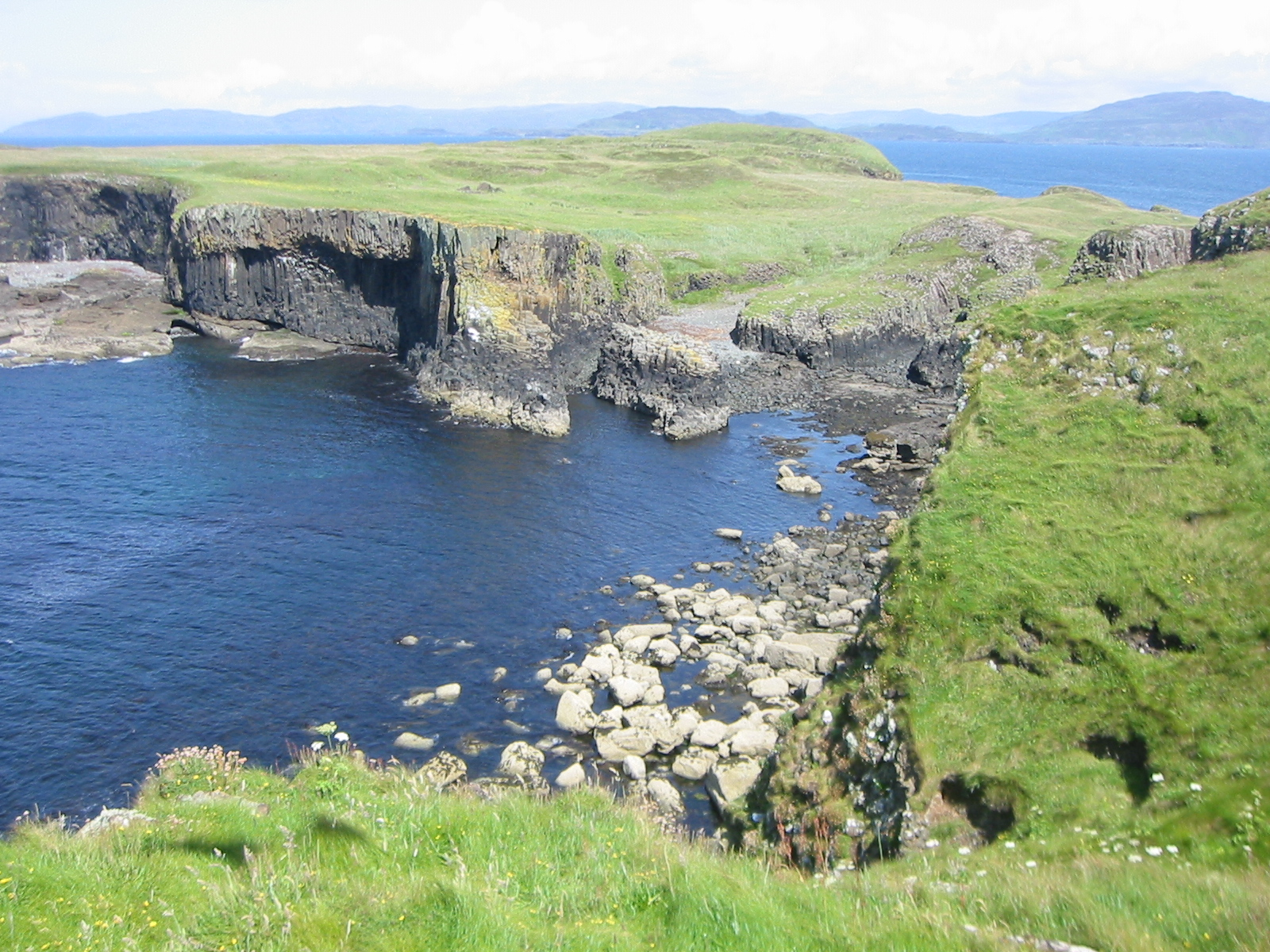
Rotsachtige kust van Staffa

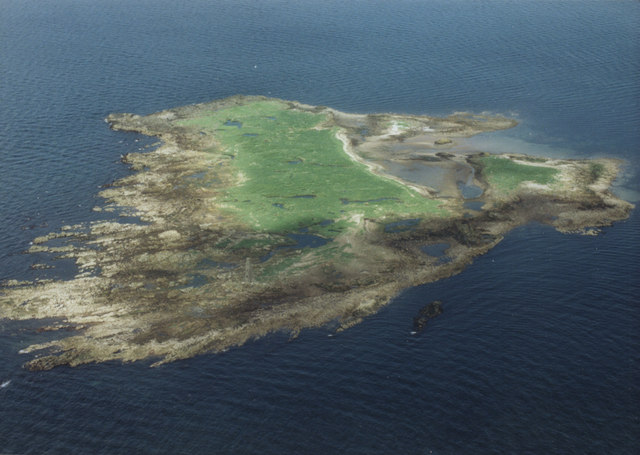
Horse Island

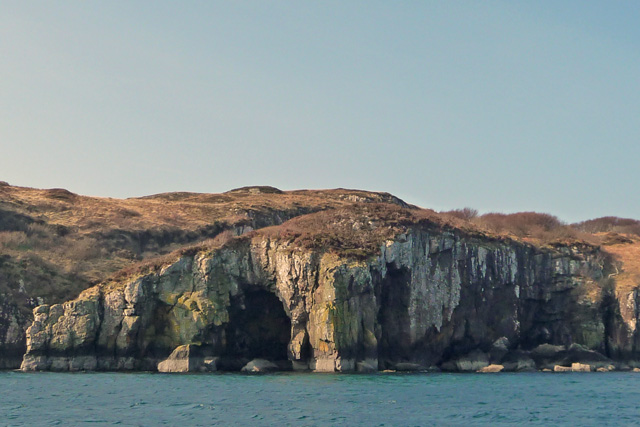
Zeegrotten van Wiay

Er zijn 43 onbewoonde Binnen-Hebriden met een oppervlakte groter dan 30 hectare. Vermeldingen van de laatste data van bewoning voor de kleinere eilanden zijn incompleet, maar de meeste hier genoemde eilanden zouden bewoond geweest zijn rondom het neolithicum, de ijzertijd, de vroege middeleeuwen of de Noormannenperiode.
In tegenstelling tot de andere grotere eilanden(groepen) van Schotland zijn veel van de verder weg liggende eilanden verlaten tijdens de 19e en 20e eeuw, in sommige gevallen na continue bewoning sinds de prehistorische periode. Dit proces hield een overgang in waarbij deze plaatsen gepercipieerd werden van zelfvoorzienende landbouweconomieën naar een aanblik, die gehouden werd door zowel eilandbewoners als buitenstaanders, dat de meer afgelegen eilanden te weinig essentiële diensten van moderne industriële economieën bezaten.
Sommige eilanden zetten hun bijdrage aan moderne cultuur voort. Staffa kwam tot verhevenheid in de late 19e eeuw na een bezoek van Sir Joseph Banks. Hij en zijn medereizigers prezen de natuurlijke schoonheid van de basaltkolommen in het algemeen en van de grote zeegrot welke Bank vernoemd heeft naar zichzelf: "Fingal's Cave. Hun bezoek werd gevolgd door vele andere prominente persoonlijkheden door de volgende twee eeuwen heen, waaronder Felix Mendelssohn, vanwie zijn Hebrides Overture nog meer bekendheid aan het eiland bracht. Tijdens de Tweede Wereldoorlog, was Gruinard de plaats waar biologische oorlogvoering door Britse militaire wetenschappers werd getest. Op dat moment was er een onderzoek door de Britse regering naar de kwetsbaarheid van het gebruiken van antrax tijdens oorlogvoering.
De moeilijkheden van de definitie zijn aanzienlijk in sommige gevallen. Bijvoorbeeld, Haswell-Smith (2004) behandelt Lunga als een enkel eiland, hoewel het eiland tijdens hoogtij een bewoond en een aantal onbewoonde getijdeneilanden wordt. Een ander voorbeeld is het kleinere eiland Eilean Mòr in Loch Dunvegan, welke één wordt met de nabijliggende eilanden Eilean Dubh en Garay Island tijdens laagtij.
| Eiland             | Schots-Gaelische naam  | Groep               | Oppervlakte (ha) | Laatst bewoond              | Hoogste punt         | Hoogte (m) |
| ------------------ | ---------------------- | ------------------- | ---------------- | --------------------------- | -------------------- | ---------- |
| Calbha Beag        | Calbha Beag            | Eddrachillis Bay    | 31               | onbekend                    | –                    | 41         |
| Calbha Mor         | Calbha Mòr             | Eddrachillis Bay    | 70               | onbekend                    | –                    | 67         |
| Calve Island       | Eilean Chailbhe        | Mull                | 72               | onbekend                    | –                    | 20         |
| Cara               | Cara                   | Gigha               | 66               | 1940                        | –                    | 56         |
| Càrna              | Càrna                  | Loch Sunart         | 213              | 1970                        | Cruachan Chàrna      | 169        |
| Eileach an Naoimh  | Eileach an Naoimh      | Garvellachs         | 56               | 10e eeuw                    | –                    | 80         |
| Eilean an Ròin Mòr | Eilean an Ròin Mòr     | Noordelijk Highland | 33               | onbekend                    | –                    | 63         |
| Eilean Dubh Mòr    | An t-Eilean Dubh Mòr   | Slate Islands       | 65               | geen vermeldingen in census | –                    | 53         |
| Eilean Fladday     | Eilean Fhladaigh       | Skye                | 137              | 1970                        | –                    | 39         |
| Eilean Horrisdale  | Eilean Thòireasdal     | Noordelijk Highland | 32               | 20e eeuw                    | Carn Garbh           | 38         |
| Eilean Ighe        | Eilean Ighe            | Sound of Arisaig    | 35               | onbekend                    | –                    | 20         |
| Eilean Macaskin    | Eilean MhicAsgain      | Loch Craignish      | 50               | 1880                        | –                    | 65         |
| Eilean Meadhonach  | An t-Eilean Meadhanach | Crowlin Islands     | 77               | onbekend                    | –                    | 54         |
| Eilean Mhic Chrion | Eilean MhicChrìon      | Loch Craignish      | 54               | onbekend                    | –                    | 63         |
| Eilean Mòr         | An t-Eilean Mòr        | Crowlin Islands     | 170              | ongeveer 1920               | Meall a' Chòis       | 114        |
| Eilean Rìgh        | Eilean Rìgh            | Loch Craignish      | 86               | 1939                        | Dùn Righ             | 55         |
| Eilean Tigh        | Eilean an Taighe       | Skye                | 58               | onbekend                    | Meall Mòr            | 111        |
| Trodday            | Eilean Throdaigh       | Skye                | 42               | onbekend                    | –                    | 45         |
| Eorsa              | Eòrsa                  | Mull                | 122              | geen vermeldingen in census | –                    | 98         |
| Garbh Eileach      | Garbh Eileach          | Garvellachs         | 142              | Premodern                   | –                    | 110        |
| Gruinard           | Eilean Ghruinneart     | Noordelijk Highland | 196              | 1920                        | An Eilid             | 106        |
| Gunna              | Gunnaigh               | Mull                | 69               | Premodern                   | –                    | 35         |
| Handa              | Eilean Shannda         | Noordelijk Highland | 309              | 1848                        | Sithean Mòr          | 123        |
| Harlosh Island     | Eilean Heàrrlois       | Skye                | 34               | onbekend                    | –                    | 51         |
| Horse Island       | Eilean nan Each        | Summer Isles        | 53               | 19e eeuw                    | Sgurr nan Uan        | 60         |
| Inch Kenneth       | Innis Choinnich        | Mull                | 55               | 1970                        | –                    | 49         |
| Insh               | An Innis               | Slate Islands       | 36               | onbekend                    | –                    | 69         |
| Isay               | Ìosaigh                | Skye                | 60               | 1860                        | –                    | 28         |
| Martin             | Eilean Mhàrtainn       | Summer Isles        | 157              | 1948                        | –                    | 120        |
| Ristol             | Eilean Ruisteil        | Summer Isles        | 225              | 18e eeuw?                   | –                    | 71         |
| Little Colonsay    | Colbhasa Beag          | Mull                | 88               | 1940                        | –                    | 61         |
| Longa Island       | Longa                  | Noordelijk Highland | 126              | laat in de 19e eeuw         | Druim am Eilean      | 70         |
| Longay             | Longaigh               | Skye                | 50               | 16e eeuw                    | –                    | 67         |
| Lunga              | Lungaigh               | Mull                | 81               | 1857                        | Cruachan             | 103        |
| Oldany             | Eilean Alltanaidh      | Eddrachillis Bay    | 200              | onbekend                    | Sidhean nan Ealachan | 104        |
| Ornsay             | Eilean Iarmain         | Skye                | ongeveer 35      | onbekend                    | –                    | 46         |
| Oronsay            | Orasaigh               | Loch Sunart         | 230              | onbekend                    | Druim Mòr            | 58         |
| Pabay              | Pabaigh                | Skye                | 122              | 1980                        | –                    | 28         |
| Priest Island      | Eilean a' Chlèirich    | Summer Isles        | 122              | geen vermeldingen in census | –                    | 78         |
| Scarba             | Sgarba                 | Islay               | 1474             | 1960                        | Cruach Scarba        | 449        |
| Shuna              | Siuna                  | Mull                | 155              | 1960                        | Tom an t-Seallaidh   | 71         |
| Staffa             | Stafa                  | Mull                | 33               | 18e eeuw                    | –                    | 42         |
| Tanera Beag        | Tannara Beag           | Summer Isles        | 66               | geen vermeldingen in census | –                    | 83         |
| Texa               | Teacsa                 | Islay               | 48               | Vroeg in de 19e eeuw        | Ceann Garbh          | 48         |
| Torsa              | Torsa                  | Slate Islands       | 113              | 1960                        | –                    | 62         |
| Wiay               | Fuidheigh              | Skye                | 148              | 19e eeuw                    | –                    | 60         |

## Kleinere eilandjes of scheren

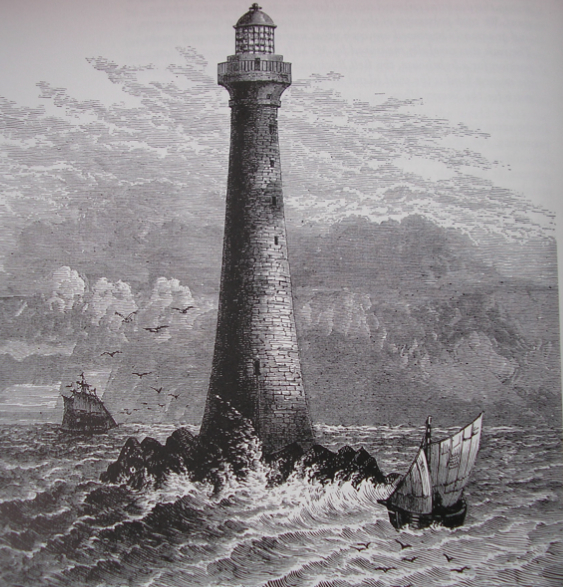
Tekening van de vuurtoren op Skerryvore uit de 19e eeuw.

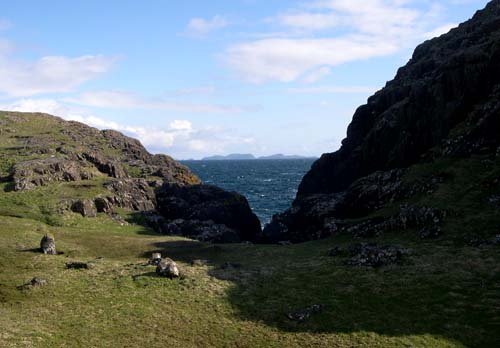
Uitzicht vanaf Fladda-chùain richting de Shiant-eilanden

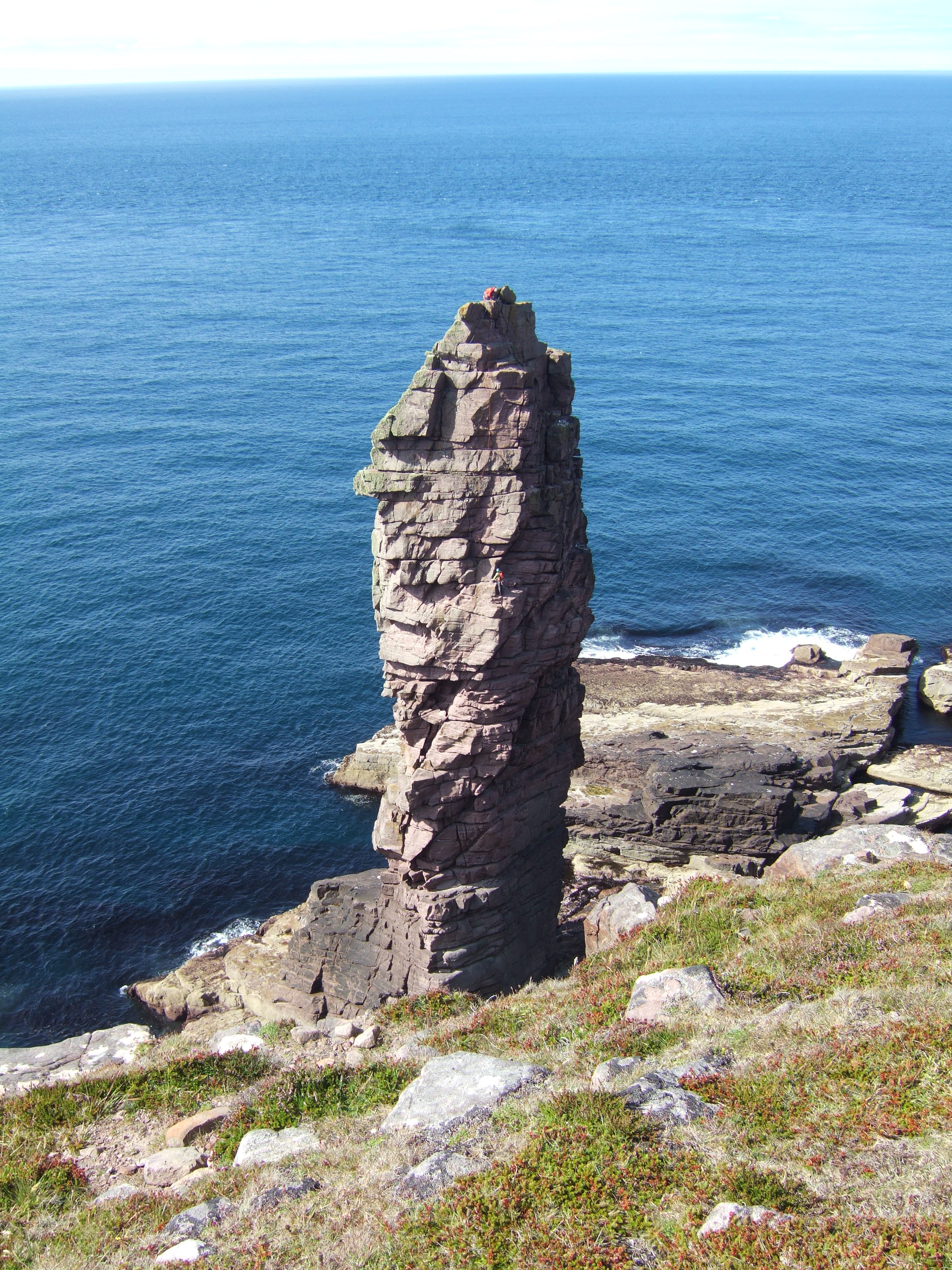
Old Man of Stoer, een 60 meter hoge stack van zandsteen

Kleinere eilandjes, getijdeneilanden alleen gescheiden op hogere stadia van het getij, en scheren die alleen blootgesteld zijn op lagere stadia van het getij liggen in de zee rondom de grotere eilanden. Velen van hen zijn obscuur en alleen een paar zijn ooit bewoond geweest. Desalniettemin, sommigen hebben een significante mate van merkwaardigheid. Lady's Rock, een scheer in Loch Linnhe, was de locatie van een moord op Lady Catherine Campbell door haar man Lachlan Maclean of Duart in 1527. Hij roeide uit naar de rots op een nacht ten tijde van laagtij en liet zijn vrouw gestrand op de rots doodgaan. Het nabije Castle Stalker was in bezit van Clan Stewart of Appin op dit moment, maar zijn claim op beroemdheid is als een locatie in de film Monty Python and the Holy Grail.
De afgelegen Dubh Artach en Skerryvore zijn de locaties van twee onbemande vuurtorens; de laatstgenoemde is 48 meter hoog en is de langste in het Verenigd Koninkrijk. Belnahua had een bevolking van leisteenwerkers van zijn substantieel en nu overspoelde centrale steengroeve in de 19e eeuw. Het nabije Eilean-a-beithich stond ooit in de Easdale Sound tussen Easdale en Seil. Het is echter overspoeld naar een diepte van 76 meter onder zeeniveau. Nu is alleen de buitenrand van het eiland over. Dit is ten slotte weggevaagd door de zee en een klein zichtbaar teken van het eiland is overgebleven.
Naast het feit dat het een gevaar voor navigatie is, zijn de Torran Rocks ten zuiden van Erraid een van de locaties genoemd in de roman Kidnapped van Robert Louis Stevenson. In dat boek leden Allen Stewart en David Balfour schipbreuk.
De kleinere Binnen-Hebriden, gegroepeerd op locatie (van zuid naar noord), in de nabijheid van:

### Kust van Zuid-Argyll
- Kintyre: Mull, Scart Isle, The Merchants
- Gigha: Còrr Eilean, Craro, Eilean á Chuill, Eilean Leim, Eilean Liath, Eilean na h-Aird, Eilean na h-Uilinn, Gamhna Giogha, Gigalum
  - Cara: Coire Cara, Sgeir à Bhuntata, Sgeir Buideil
- West Loch Tarbert: Eilean Ceann na Creig, Eilean da Ghallagain, Eilean Eòghainn, Eilean nan Craobh, Eilean Traighe
- Loch Stornoway: Carriag Mhaidean, Eilean Clach nan Uamhannan, Sgeir Choigreach
- Loch Caolisport: Eilean Fada, Eilean na h-Uamhaidh, Eilean nam Muc, Eilean Naomhachd, Glas Eilean, Liath Eilein
- MacCormaig Isles: Corr Eilean, Eilean Ghamna, Eilean Mòr, Eilean nan Leac, Eilean Puirt Leithe
- Loch Sween: Cala, Eilean Loain, Eilean Mhartan, Eilean na Circe, Taynish Island, Ulva Islands
  - Danna: Eilean à Chapuill, Eilean nan Uan, Liath Eilean
  - Fairy Islands: Eilean a' Bhrein
- West Taynish: Carsaig Island, Eilean Dubh, Eilean Fraoich, Eilean nan Coinean, Eilean Traighe, Leth Sgeir, Ruadh Sgeir
- Loch Crinan: An-unalin, Black Rock, Eilean Glas, Eilean nan Coinean
- Loch Craignish: Eilean na Cille, Eilean na-h Eairne, Garbh Rèisa, Sgeir na Maoile
  - Eilean Macaskin: Liath-sgeir Bheag, Liath-sgeir Mhòr
  - Eilean Mhic Chrion: Eilean Buidhe, Eilean Dubh, Eilean Inshaig, Eilean na Nighinn, Eilean Traighte
  - Eilean Rìgh: Eilean nan Gabhar,
- West Craignish: Coiresa, Creagach Chrosgach, Culbhaic, Eilean Ona, Reisa an t-Sruith, Reisa Mhic Phaidean
- Craobh Haven: Eich Donna, Eilean an Duin, Eilean Arsa, Eilean Buidhe, Eilean Creagach, Fraoch Eilean, Liath Sgeir
- Loch Melfort: Eilean Coltair, Eilean Gamhna, Scoul Eilean

### Islaygroep
- Islay:

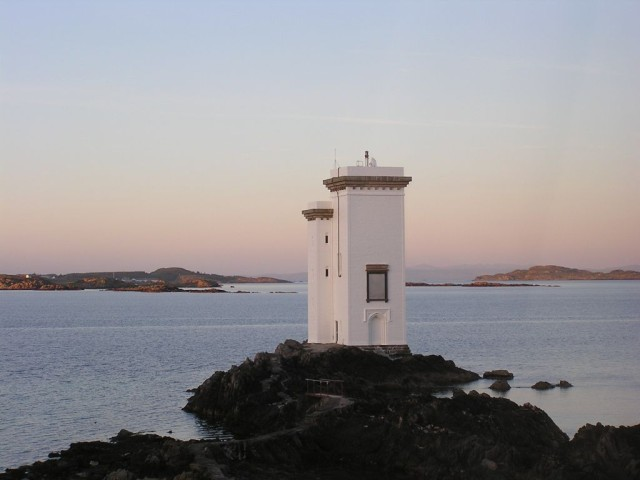
Vuurtoren op Carraigh Fhada, Islay

  - Mull of Oa and Laggan Bay: Eileanan Mòra, Sgeirean Buidhe Ghil
  - Loch Indaal: Carraig Dhubh
  - Rinns of Islay: Am Ballan, Eilean Liath, Eilean Mhic Coinnich, Frenchman's Rocks, Orsay, Sgeiran Dubha
  - Noordwestkust: Boghachan Mòra, Eilean an Tannais-sgeir, Eilean Beag, Eilean Mòr, Nave Island, Post Rocks
  - Oostkust: Eilean Liath
  - Kildalton:  Ceann nan Sgieran, Eilean á Chùirn, Eilean an Droighinn, Eilean Bhride, Eilean Craobhach, Eilean Mhic Mhaolmhoire, Outram, Sgeir nam Ban
  - Ardbeg: Carmichael's Rocks, Cleit Buidhe, Corr Sgeir, Eilean an t-Sluic, Eilean Imersay,  Iseanach Beag, Iseanach Mòr
  - Carraig Fhada: Am Plodan, An Gànradh, Eilean nan Caorach, Sgeir Fhada, Sgeir Phlocach
- Colonsay: Eilean à Chladaich, Eilean Dubh, Eilean na Brathan, Eilean Leathann, Eilean Mhártain, Eilean na Bilearach, Eilean nam Ban, Eilean nam Feannaig, Eilean Olmsa, Glas Eilean
- Jura:
  - Oostkust: Eilean à Bhorra, Eilean an Rubha, Eilean Buidhe Mòr, Eilean na h-Aorinn, Eilean Traigh an Airgid, Liath Eilean, Na Cuiltean
  - Small Isles: Eilean Bhride, Eilean Diomhain, Eilean nan Coinnean, Eilean nan Gabhar, Pladda
  - Sound of Islay: Am Fraoch Eilean, Brosdale Island, Glas Eilean
  - Loch Tarbert: Eilean an Easbuig, Eilean Ard, Eilean Dubh à Cumhainn Bhig, Eilean Dubh à Cumhainn Mhoir, Eileanan Gleann Righ, Eilean Iosal
  - Westkust: Eilean Beag, Eilean Mòr, Shian Island
- Oronsay: Dubh Eilean, Eileanan à Chuir, Eilean Ghaoideamal, Eilean Mhic Iain Ruaidh, Eilean Mhugaig, Eilean nam Uan, Eilean nan Ron
- Scarba: Eilean à Bhealach, Eilean Ard, Sgeiran à Mhaoil, Sgeir nan Gobhar
- Texa: Sgeiran an Lòin, Tarr Sgeir

### Firth of Lorn
- Slate Islands
  - Easdale: geen
  - Eilean Dubh Mòr: Eilean Dubh Beag, Liath Sgeir, Sgeir à Gheòidh, Sgeir nan Taod
  - Insh: Dubh-sgeir, Eilean Bàn-leac
  - Luing: Diar Sgeir, Dubh-fheith, Dubh Sgeir, Eilean Loisgte, Fraoch Eilean, Funaich Mhòr, Glas Eilean, Rubh Aird Luing, Sgeir Bhuidhe
  - Lunga: An Tudan, Belnahua,  Eilean Ioasal, Eilean nan Ceann, Fiola an Droma, Fiola Meadhonach, Fladda, Guirasdeal, Liath Sgeir, Ormsa, Rubha Fiola, Sgeir Mhic an Altair, Sgeir Poll nan Corran
  - Torsa: Eilean Fraoch, Glas Eilean, Torsa Beag
  - Seil: Eilean à Chomraidh, Eilean Buidhe, Eilean Dùin, Eilean nam Beathach, Eilean nam Freumha, Eilean Tornal, Henderson's Rock
  - Shuna: geen
- Garvellachs:
  - Eileach an Naoimh: Sgeiran Dubha, Sgeir Leth à Chuain
  - Garbh Eileach: À Chùli,  Dùn Channuill

### Loch Linnhe
- Loch Feochan: Eilean an Ruisg
- Kerrera: Bach Island, Eilean nan Gamhna, Eilean nan Uan, Eilean Orasaig, Heather Island, Maiden Island, Rubh'a Cruidh,  Sgeir à Gheòidh
- Loch Etive: Abbot's Isle, Eilean Beag, Eilean Mòr, Eilean nam Meann, Eilean Traighe, Kilmaronag Islands
- Eriska: Glas Eilean, Sgeir Caillich,
- Lismore: Bernera Island, Branra, Creag Island, Eilean Dubh, Eilean Loch Oscair, Eilean Musdile, Eilean na Cloich, Eilean nam Bàn, Eilean nam Meann, Eilean nan Caorach, Eilean nan Chaorainn, Eilean nan Gamhna, Eilean Ramsay, Inn Island, Lady's Rock, Pladda Island,
- Shuna: Eilean Balnagowan, Castle Stalker
- Loch Leven: Eilean à Chòmraidh, Eilean Coinneach, Eilean Munde, Eilean nam Ban
- Loch Eil: Eilean à Bhealaidh, Eilean na Creich, Eilean  nan Craobh, Rubha Dearg

### Mullgroep
- Coll: A' Chairidhe, Airne na Sgeire, An Glas-eilean, Eag na Maoile, Eilean an Eith, Eilean an t-Sean Chaisteil, Eilean Ascaoineach, Eilean Bhoramuil, Eilean Bhuigistile, Eilean Dubh, Eilean Eatharna, Eilean Halum, Eilean Iomallach, Eilean Mòr, Eilean na Bà, Eilean nam Muc, Eilean Odhar, Eilean Ornsay, Eilean Tomaluam, Soa, Sùil Ghorm
- Eorsa: geen
- Gometra: Eilean Dioghlum, Màisgier
- Gunna: Eilean nam Maidean, Eilean nan Gamhna
- Iona: Corr Eilean, Eilean Annraidh, Eilean Chalbha Eilean Didil, Eilean Musimul, Eilean na h-Aon Chaorach, Reidh Eilean, Soa Island, Stac an Aoineidh, Stac Mhic Muhurchaidh
- Inch Kenneth: Samalan Island
- Little Colonsay: geen
- Mull:
  - Calve Island: Cnap à Chailbe, Eilean na Beithe
  - Sound of Mull: Am Brican, Dearg Sgeir, Eileanan Bàna, Eileanan Glasa, Eilean Bàn
  - Loch Don: Eilean Bàn, Eilean a' Mhadaidh, Eileanan nan Caorach
  - Loch Spelve: Eilean Amalaig
  - Loch Buie: Eilean Mòr, Eilean Uamh Ghuaidhre, Frank Lockwood's Island
  - Ross of Mull zuid: Eilean à Chròtha, Eilean Imheir, Eilean Liath, Eilean Mòr, Eilean Nam Boc, Eilean nan Caorann, Gamhnach Mhòr, Garbh Eilean, Na Minn, Na Maoil Mhòra
  - Erraid: Am Baister, Eilean a' Chalmain, Eilean Dubh, Eilean Ghomain, Eilean nam Muc, Eilean na Seamair, Livingston's Rocks, Rankin's Rocks, Sgeir à Chobhain, Sgeir na Caillich
    - Torran Rocks: Dearg Sgeir, MacPhail's Anvil, Na Torrain, Torran Sgoilte, Torr an t-Saothaid

  - Sound of Iona: Eilean à Ghearrain, Eilean Dubh, Eilean Dubh na Ciste, Eilean  Gainmheinich, Eilean nam Ban, Liath Eilean
  - Loch na Làthaich: Eilean an Fheòir, Eilean Bàn, Na Liathanaich
  - Loch Scridain: Eilean nan Caorach, Sgeir Leathan
  - Ardmeanach: Eilean Dubh Cruinn, Erisgeir
  - Loch na Keal: Eilean Casach, Eilean Feòir,
  - Mishnish: Cuan Mòr, Eilean an Tairt, Eilean nan Gabhar
- Staffa: Am Buchaille
- Tiree: Ceann  Mòr, Chreachasdal Mòr, Eilean Ghreasamuill, Eilean Ghreusgain, Eilean nan Siolag, Eilean Shomhairle, Fadamull, Rubha Liath, Sgeir Mhòr, Soa
- Lunga: Bac Beag, Bac Mòr, Cairn na Burgh Beag, Cairn na Burgh Mòr, Fladda, Sgeir an Eirionnaich, Sgeir a' Chaisteil
- Ulva: Eilean à Bhuic, Eilean à Chaolais, Eilean an Dusain, Eilean an Righ, Eilean na Creiche, Eilean na h-Uamha, Eilean Reilean, Garbh Eilean, Geasgill Beag, Geasgill Mòr, Sgeir Feòir, Trealbhan
- Outliers: Dubh Artach, Skerryvore

### Small Isles
- Canna: Alman, An Stéidh, Eilean à Bhaird, Haslam
- Eigg:  Eilean Chathastail, Eilean Thuilm
- Muck: Eagamol, Eilean nan Each
- Rùm: geen
- Sanday: Dùn Mòr
- Outliers: Garbh Sgeir,  Humla, Hyskeir

### Kust van Noord-Argyll
Van Ininmore Bay in Morvern tot aan de River Sheil.
- Sound of Mull: Eilean na Beitheiche, Eilean Rubha an Ridire, Glas Eileanan, Sgeir Chorrach
- Loch Sunart: Dun Ghallain, Eilean an t-Sionnaich, Eilean à Chuilinn, Eilean à Mhuirich, Eilean Mòr, Eilean mo Shlinneag, Garbh Eilean, Glas Eilean
  - Càrna: Eilean an Fheidh, Eilean nan Eildean, Eilean nan Gabhar, Eilean nan Gad, Risga
  - Oronsay: Eilean Mòr, Sligneach Mòr
- Ardnamurchan:
  - Zuidkust: Eilean nan Seachd Seisrichean, Glas Eilean
  - Noordkust: Eilean Carrach, Eilean Chaluim Cille, Eilean Dubh, Eilean na h-Acairseid, Sanna Island, Sgeir à Chàm Eilein, Sgeir an Eididh, Sgeir an Rathaid, Sgeir nam Meann
  - Kentra Bay: Eilean an Eididh Eilean Dhònuill, Eilean Dubh, Eilean Loisgte, Eilean nan Gad

### Kust van zuidelijk Highland
- Eilean Shona: An Glas-eilean, Eilean à Choire, Eilean an Feheidh, Eilean an t-Sabhail, Eilean Coille, Eilean Dubh,  Eilean Mhic Neill, Eilean Raonuill, Eilean Tioram, Eilean Uaine, Riska
- Sound of Arisaig:
  - Loch Ailort: Eilean à Bhuic, Eilean à Chaolais, Eilean Buidhe, Eilean Dubh, Eilean Dubh an Aonaich, Eilean na Gualinn, Eilean nam Bairneach, Eilean nan Gabhar, Eilean nan Trom, Samalaman Island, Sgeir Glas
  - Loch nan Uamh: Am Fraoch-eilean, An Garbh-eilean, An Glas-eilean, Còrr Eilean, Eilean à Ghaill, Eilean Aird nam Bùth, Eilean an t-Snidhe, Eilean Ceann Fèidh, Eilean Gobhlach, Eilean nan Cabar, Eilean Port nam Murrach
- Eilean Ighe: Am Fraoch-eilean, Eilean Ban, Luinga Beag, Luinga Mhòr
- Kust van noordelijk Arisaig: An Glas-eilean, Bogh' Oitir,  Rubha dà Chuain, Sgeirean na Corra-gribhich
- Morar Bay: Eilean Ruadh, Eilean Toigal
- Mallaig: Eilean na h-Acairseid
- Loch Nevis: An Corr-eilean, Eilean Giubhais, Eilean Maol, Eilean na Glaschoille,
- Kust van westelijk Knoydart: Airor Island, Eilean an t-Sionnach, Eilean Dearg, Eilean na Gàmhna, Eilean Shamadalain, Glas Eilean, Sgeir Glas
- Loch Hourn: Corr Eileanan, Eilean à Chuilinn, Eilean à Gharb-Iain, Eilean à Mhuineil, Eilean à Phiobaire, Eilean Chamas nan Doth, Eilean Chlamial, Eilean Choinnich, Eilean Mhartain, Eilean Mhogh-sgeir, Eilean Ràrsaidh, Eilean Tioram, Fraoch Eilean, Glas Eilean
- Sandaig Islands: An Gurraban, Eilean Carach, Eilean Mòr Fraoich Eilean

### Skyegroep
- Crowlin Islands:
  - Eilean Mòr: geen
  - Eilean Meadhonach: Eilean Beag,
- Eilean Bàn: geen
- Trodday: geen
- Isay: Clett, Mingay
- Longay: geen
- Pabay: geen
- Raasay: Eilean Aird nan Gobhar, Eilean an Inbhire, Holoman Island, Manish Island
  - Eilean Fladday: Fraoch Eilean, Glas Eilean, Griana-sgeir
  - Eilean Tigh: Eilean an Fhraoich
- Rona: Cow Rock, Eilean Garbh, Eilean Seamraig, Garbh Eilean, Sgeirean Buidhe Borlum, Sgeir Shuas
- Scalpay: Eilean Leac na Gainimh, Guillamon Island, Sgeir Dhearg
- Skye:
  - Sleat: Eilean Dubh, Eilean Ruairidh, Eilean Sgorach
  - Ornsay: Eilean an Eòin, Eilean Sionnach
  - Loch Eishort  north coast: Eilean Gaineamhach Boreraig, Eilean Heast
  - Strathaird: Eilean na h-Àirde
  - Minginish: An Dubh-sgeir, Eilean Glas, Eilean Reamhar, Stac à Mheadais
  - Loch Bracadale: Oronsay, Sula Skerry, Tarner Island
    - Harlosh Island: geen

  - Duirinish: An Dubh Sgeir, An Stac, Macleod's Maidens
  - Loch Dunvegan: Carraig Shleamhuinn, Eilean Dubh, Eilean Dubh Beag, Eilean Glas, Eilean Grianal, Eilean Mòr, Eilean na h-Eigheach, Eilean Traigh, Garay Island, Garbh Eilean, Lampay
  - Waternish: Caisteal an Fhithich
  - Loch Snizort: Eilean Beag, Eilean Mòr
    - Ascrib Islands: Eilean Creagach, Eilean Garave, Eilean Iosal, Sgeir à Chapuill, Sgeir à Chuin, South Ascrib

  - Trotternish: An t-Iasgair, Eilean Chaluim-chille, Eilean Flodigarry,  Holm Island, Sgeir na Eireann, Staffin Island, Tulm Island
    - Fladda-chùaingroep: Fladaigh Chuain, Gaeilavore, Gearran, Lord MacDonald's Table (Am Bord), The Cleats, Thon Eilean

  - Broadford Bay: Eilean na Ruadhaich, Glas Eilean, Sgeir Dubh
  - Loch Alsh: Sgeir na Caillich
- Soay: Na Gamhnaichean
- Wiay: geen

### Kust van noordelijk Highland
- Wester Ross:
  - Loch Alsh: Glas Eilean

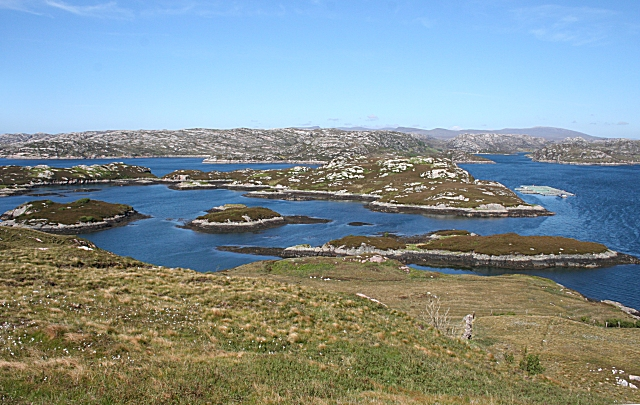
Loch Laxford

    - Loch Long: À Ghlas-sgeir, Sheep Island
    - Eilean Donan: Eilean Tioram
    - Loch Duich: Am Fraoch-eilean

  - Kyle of Lochalsh: Black Islands, Eilean à Mhal, Eileanan Dubha, Eilean na Crèadha, Eilean nan Gobhar Beag,  Eilean nan Gobhar Mòr
  - Loch Carron: An Garbh-Eilean, Eilean an-t-Sratha, Eilean Glasiach, Eilean na Beinne, Eilean na Creige Duibhe, Eilean nan Fraoich, Eilean nan Stac,  Kishorn Island, Sgeir Bhuidhe, Sgeir Fhada, Strome Islands,
    - Plockton: À Ghlas-leac, An Garbh-Eilean, Eilean à Bhata, Eilean à Chait, Eilean an Duine, Eilean Dubh, Eilean Dubh Dhurinis, Eilean Lagach, Eilean na Bà Beag, Eilean na Bà Mòr, Eilean nam Fiadh, Eilean na Sgeir-Feor, Eilean nan Gamhainn, Eilean Stacan, Eilean Sgreabach, Sgeir Bhuidhe

  - Inner Sound: An Ruadh-Eilean, Eilean Chuaig, Eilean na Bà, Eilean nan Naomh,
  - Loch Torridon: Eilean à Chaoil, Eilean an Inbhire Bhàin, Eilean Dùghaill, Eilean Mòr, Eilean Tioram, Sgeir Ghlas,  Sgeir na Trian, Shieldaig Island
  - Eilean Horrisdale: Eilean Tioram, Sgeir Glas
  - Gairloch: Eilean an t-Sabhail, Eilean Shieldaig, Fraoch-eilean, Glas Eilean, Na Dùnain
  - Longa Island: geen
  - Rubha Rèidh: An Sean Sgeir, Stac Buidhe, Stac Dubh
  - Isle of Ewe: Boor Rocks, Eilean Furadh Beag, Eilean Furadh Mòr, Sgeir an Araig, Sgeir Maol Mhoraidh, Sgeir Maol Mhoraidh Shuas, Stac Ruadh
  - Gruinard: Fraoch, Eilean Beag, Fraoch Eilean Mòr
  - Summer Isles:
    - Horse Island: Càrn nan Sgeir, Meall nan Caorach, Meall nan Gabhar
    - Isle Martin: geen
    - Isle Ristol: Bò Bhùiridh, Eilean Glas, Eilean Mullagrach
    - Priest Island: Bottle Island, Carn Deas, Carn Iar, Eilean Dubh, Glas-leac Beag, Sgeirean Glasa, Sgeir nam Mult
    - Tanera Beag: Eilean à Chàr, Eilean Choinaid, Eilean Fada Beag, Eilean Fada Mòr, Glas-leac Mòr, Sgeir an Aon Iomairt, Sgeir Loisgte, Sgeir nam Feusgan, Sgeir Ribhinn, Stac Mhic Aonghais
    - Tanera Mor: Eilean à Bhuic, Eilean Beag, Eilean Mòr, Eilean na Saille

  - Enard Bay: À Chleit, Eilean Mòineseach, Eilean Mòr, Fraochlan, Green Island, Rubha à Bhrocaire, Sgeir Bhuidhe, Sgeir Ghlas Bheag,  Sgeir Ghlas Mhòr, Sgeir nam Boc
- Sutherland:
  - Loch Inver: Glas Leac, Soyea Island
  - Stoer: Old Man of Stoer
  - Oldany:  Bogh' an Tairbh, Eilean Chrona, Eilean na Ligheach, Eilean nam Boc, Eilean nan Gobhar, Eilean nan Uan, Mòr Eilean, Sgeir nan Gall
  - Eddrachillis Bay: An Calbh, Eilean à Bhuic, Eilean Rairidh, Meall Beag, Meall Mòr, Sgeir à Chlaidheimh
    - Badcall Bay: Dubh Sgeir,  Eilean à Bhreitheimh,  Eilean Garbh, Eilean na Bearachd, Eilean na Rainich, Eilean Riabhach, Glas Leac, Meall Earca, Ox Rock
    - Loch a' Chàirn Bhàin: Eilean à Ghamhna, Eilean na Furaradh, Eilean na Rainich, Garbh Eilean
    - Loch Glencoul: Creag Bàgh an Liath Bhaid, Eilean à Chon' à Chreige, Eilean à Chumhainn, Eilean an Tighe, Eilean an Tuim, Eilean Àrd, Eilean na Moine

  - Loch Dhrombaig: Cul Eilean, Eilean an Achaidh, Sgeir Liath,
  - Handa: Eilean an Aigeich, Glas Leac, Sgeirean Glasa
  - Loch Laxford: Dubh Sgeirean, Eilean à Chadh-fi, Eilean à Mhadaidh, Eileanan Dubha, Eilean an Eireannaich, Eilean an t-Sithein, Eilean Àrd, Eilean Dubh an Teoir, Eilean Dubh na Fionndalach Bige, Eilean Dubh nam Boc, Eilean Meall à Chaorainn, Eilean na Carraig, Eilean na Saille, Eilean Port à Choit, Glas Leac, Rubh' à Cheathraimh Ghairbh,  Sgeirean Cruaidhe, Sgeir Eorna, Sgeir Fhanda, Sgeir Iosal, Sgeir Ruadh
  - Kinlochbervie:  Eilean à Chonnaidh, Eilean Dubh,  Glas Leac, Na Clusnadh
  - Eilean an Ròin Mòr: Dubh Sgeir, Eilean an Ròin Beag, Eilean na h-Aiteg, Na Stacan, Seana Sgeir
  - Sandwood Bay en Cape Wrath: Am Balg, Am Bodach, Am Buchaille, Goedha Ruadh na Fola